# CR4F-W100
CR4F-w100（シーアルフォーエフ・ダブリューひゃく）は、株式会社ピーシーデポコーポレーションが運営・展開する家電量販店・パソコンショップの PCDEPOT の一部店舗にて、かつて行われていた効率的な業務運営運用施策ブランドである。Clinic Return Formation For(Four) Weeks 100 の頭字語とされ、当時在籍していた従業員によって、考案・運用された。一部の施策は今も運用されている。

## 概要
すべての PCDEPOT 店舗は、カテゴリと呼ばれる部署によって構成されるが、そのカテゴリの一つにパソコンの技術サービス販売部署である「クリニック」（略称：CL）があるが、ある従業員が、本部の定めた技術商品受注伝票様式（COG4伝票）に様々な欠点を感じ、独自にこれを改変の上、使用を開始し、CR4F-W100 伝票と名付けた。これがこのブランド名の発祥である。
この後、受付方法、商品案内方法、それらを実現するシステムなどを改善した。これら独自施策を CR4F-W100 または単に CR4 と呼び、ブランド化した。

## 内容
これらの施策・運用は CR4F-w100 のブランドとして行われていた。
- クリニックサービス受注伝票 - CR4F-W100 伝票（シーアルーフォーエフ伝票）
- 店舗業務担当指示・確認システム（運用中） - Cyliws（シリウス）
- クリニック売上実績入力システム - CLePaS（クレパス）
- クリニック受付番号表示画面